# Collegio uninominale Lazio 2 - 04 (2017)
Il collegio elettorale uninominale Lazio 2 - 04 è stato un collegio elettorale uninominale della Repubblica Italiana per l'elezione della Camera dei deputati tra il 2017 ed il 2022.

## Territorio
Come previsto dalla legge elettorale italiana del 2017, il collegio era stato definito tramite decreto legislativo all'interno della circoscrizione Lazio 2.
Era formato dal territorio di 33 comuni: Acuto, Alatri, Amaseno, Anagni, Arnara, Boville Ernica, Castro dei Volsci, Ceccano, Collepardo, Ferentino, Filettino, Fiuggi, Frosinone, Fumone, Giuliano di Roma, Guarcino, Morolo, Paliano, Patrica, Piglio, Pofi, Ripi, Serrone, Sgurgola, Supino, Torre Cajetani, Torrice, Trevi nel Lazio, Trivigliano, Vallecorsa, Veroli, Vico nel Lazio e Villa Santo Stefano.
Il collegio era quindi interamente compreso nella provincia di Frosinone.
Il collegio era parte del collegio plurinominale Lazio 2 - 02.

## Eletti
| Elezione | Elezione | Deputato            | Partito     |
| -------- | -------- | ------------------- | ----------- |
|          | 2018     | Francesco Zicchieri | Lega        |
|          | 2022     | Francesco Zicchieri | Italia Viva |

## Dati elettorali

### XVIII legislatura
Come previsto dalla legge elettorale, 232 deputati erano eletti con sistema a maggioranza relativa in altrettanti collegi uninominali a turno unico.
| Candidati              | Candidati                     | Voti    | %     | Liste                                | Voti    | %     |
| ---------------------- | ----------------------------- | ------- | ----- | ------------------------------------ | ------- | ----- |
|                        | Francesco Zicchieri ✔️ Eletto | 60 096  | 41,05 | Forza Italia                         | 25 325  | 17,30 |
| Lega                   | Francesco Zicchieri ✔️ Eletto | 60 096  | 41,05 | 25 188                               | 17,20   |       |
| Fratelli d'Italia      | Francesco Zicchieri ✔️ Eletto | 60 096  | 41,05 | 7 773                                | 5,31    |       |
| Noi con l'Italia - UDC | Francesco Zicchieri ✔️ Eletto | 60 096  | 41,05 | 1 810                                | 1,24    |       |
|                        | Raffaele Nalli                | 52 281  | 35,71 | Movimento 5 Stelle                   | 52 281  | 35,71 |
|                        | Francesca Cerquozzi           | 25 104  | 17,15 | Partito Democratico                  | 21 171  | 14,46 |
| +Europa                | Francesca Cerquozzi           | 25 104  | 17,15 | 1 737                                | 1,19    |       |
| Italia Europa Insieme  | Francesca Cerquozzi           | 25 104  | 17,15 | 1 126                                | 0,77    |       |
| Civica Popolare        | Francesca Cerquozzi           | 25 104  | 17,15 | 1 070                                | 0,73    |       |
|                        | Marco Maddalena               | 3 991   | 2,73  | Liberi e Uguali                      | 3 991   | 2,73  |
|                        | Fernando Incitti              | 2 086   | 1,42  | CasaPound                            | 2 086   | 1,42  |
|                        | Carla Corsetti                | 926     | 0,63  | Potere al Popolo!                    | 926     | 0,63  |
|                        | Roberto Spaziani              | 834     | 0,57  | Partito Comunista                    | 834     | 0,57  |
|                        | Sonia Bianchi                 | 461     | 0,31  | Italia agli Italiani                 | 461     | 0,31  |
|                        | Paolo Gionchetti              | 419     | 0,29  | Il Popolo della Famiglia             | 419     | 0,29  |
|                        | Arduino Fraveto               | 133     | 0,09  | Per una Sinistra Rivoluzionaria      | 133     | 0,09  |
|                        | Anna Rita Putzu               | 81      | 0,06  | Lista del Popolo per la Costituzione | 81      | 0,06  |
| Totale                 | Totale                        | 146 412 | 100   |                                      | 146 412 | 100   |
|                        |                               |         |       |                                      |         |       |
| Voti non validi        | Voti non validi               | 7 151   | 4,66  |                                      |         |       |
| Votanti                | Votanti                       | 153 563 | 75,06 |                                      |         |       |
| Elettori               | Elettori                      | 204 593 |       |                                      |         |       |